# Edinburgh Football League
L’Edinburgh Football League (ou simplement Edinburgh League), appelée par la suite East of Scotland Football League (ou simplement East of Scotland League) est une compétition de football organisée en Écosse de 1894 à 1908. Il s'agissait d'une compétition qui venait en complément du championnat d'Écosse organisé par la Scottish Football League, dans le but d'augmenter le nombre de matches disputés et ainsi les recettes de billetterie.  
Elle a été formée en 1894 par Heart of Midlothian, Hibernian, Leith Athletic et St Bernard's, quatre clubs basés à Édimbourg.
Elle connaît deux éditions sous cette forme, avant que Dundee et East Stirlingshire ne rejoignent les clubs d'Édimbourg et que la ligue change de nom pour devenir l'East of Scotland Football League.

## Membres
- Heart of Midlothian : 1894-1908
- Hibernian : 1894-1908
- Leith Athletic : 1894-1908
- St Bernard's : 1894-1907
- Dundee : 1896-1908
- East Stirlingshire : 1896-1897
- Raith Rovers : 1898-1903
- Aberdeen : 1903-1908
- Falkirk : 1903-1908

## Saisons

### 1894-95
| Rang | Équipe              | Pts | J | G | N | P | Bp | Bc | Diff |  | Résultats (▼ dom., ► ext.) | Hear | Hibs | Leit | StBe |
| ---- | ------------------- | --- | - | - | - | - | -- | -- | ---- |  | -------------------------- | ---- | ---- | ---- | ---- |
| 1    | Heart of Midlothian | 10  | 6 | 5 | 0 | 1 | 22 | 6  | +16  |  | Heart of Midlothian        |      | 1-2  | 3-2  | 6-0  |
| 2    | Hibernian           | 8   | 6 | 3 | 2 | 1 | 16 | 9  | +7   |  | Hibernian                  | 1-2  |      | 1-1  | 1-1  |
| 3    | St Bernard's        | 3   | 6 | 1 | 1 | 4 | 7  | 21 | -14  |  | Leith Athletic             | 1-5  | 3-6  |      | 2-5  |
| 4    | Leith Athletic      | 1   | 6 | 0 | 1 | 5 | 11 | 20 | -9   |  | St Bernard's               | 0-5  | 1-5  | 0-2  |      |

### 1895-96
| Rang | Équipe              | Pts | J | G | N | P | Bp | Bc | Diff |  | Résultats (▼ dom., ► ext.) | Hear | Hibs | Leit | StBe |
| ---- | ------------------- | --- | - | - | - | - | -- | -- | ---- |  | -------------------------- | ---- | ---- | ---- | ---- |
| 1    | Heart of Midlothian | 11  | 6 | 5 | 1 | 0 | 21 | 7  | +14  |  | Heart of Midlothian        |      | 7-1  | 2-2  | 4-2  |
| 2    | Hibernian           | 6   | 6 | 2 | 2 | 2 | 14 | 14 | 0    |  | Hibernian                  | 0-1  |      | 2-2  | 5-0  |
| 3    | Leith Athletic      | 6   | 6 | 1 | 4 | 1 | 12 | 13 | -1   |  | Leith Athletic             | 1-5  | 3-3  |      | 3-0  |
| 4    | St Bernard's        | 1   | 6 | 0 | 1 | 5 | 5  | 18 | -13  |  | St Bernard's               | 1-2  | 1-3  | 1-1  |      |

### 1896-97
| Rang | Équipe              | Pts | J  | G | N | P | Bp | Bc | Diff |  | Résultats (▼ dom., ► ext.) | Dund | East | Hear | Hibs | Leit | StBe |
| ---- | ------------------- | --- | -- | - | - | - | -- | -- | ---- |  | -------------------------- | ---- | ---- | ---- | ---- | ---- | ---- |
| 1    | Heart of Midlothian | 15  | 10 | 6 | 3 | 1 | 28 | 14 | +14  |  | Dundee                     |      | 3-0  | 1-1  | 3-1  | 0-0  | 3-2  |
| 2    | Hibernian           | 15  | 10 | 7 | 1 | 2 | 20 | 9  | +11  |  | East Stirlingshire         | 0-3  |      | 1-1  | 2-7  | 1-3  | 3-1  |
| 3    | Dundee              | 12  | 10 | 5 | 2 | 3 | 12 | 5  | +7   |  | Heart of Midlothian        | 3-2  | 8-0  |      | 4-3  | 3-0  | 4-0  |
| 4    | St Bernard's        | 8   | 10 | 3 | 2 | 5 | 12 | 18 | -6   |  | Hibernian                  | 3-2  | 1-3  | 5-1  |      | 1-0  | 1-2  |
| 5    | Leith Athletic      | 5   | 10 | 0 | 5 | 5 | 8  | 21 | -13  |  | Leith Athletic             | 1-3  | 2-1  | 2-2  | 1-3  |      | 3-1  |
| 6    | East Stirlingshire  | 2   | 10 | 0 | 2 | 8 | 5  | 10 | -5   |  | St Bernard's               | 2-1  | 6-0  | 0-1  | 1-2  | 3-0  |      |

### 1897-98
| Rang | Équipe              | Pts | J | G | N | P | Bp | Bc | Diff |  | Résultats (▼ dom., ► ext.) | Dund | Hear | Hibs | Leit | StBe |
| ---- | ------------------- | --- | - | - | - | - | -- | -- | ---- |  | -------------------------- | ---- | ---- | ---- | ---- | ---- |
| 1    | Heart of Midlothian | 13  | 8 | 6 | 1 | 1 | 19 | 8  | +11  |  | Dundee                     |      | 1-3  | 1-3  | 0-1  | 2-2  |
| 2    | Hibernian           | 11  | 8 | 4 | 3 | 1 | 17 | 11 | +6   |  | Heart of Midlothian        | 3-1  |      | 2-1  | 3-0  | 3-1  |
| 3    | St Bernard's        | 9   | 8 | 3 | 3 | 2 | 14 | 11 | +3   |  | Hibernian                  | 3-1  | 1-1  |      | 3-3  | 2-1  |
| 4    | Dundee              | 4   | 8 | 1 | 2 | 5 | 10 | 18 | -8   |  | Leith Athletic             | 2-3  | 1-3  | 1-3  |      | 1-3  |
| 5    | Leith Athletic      | 3   | 8 | 1 | 1 | 6 | 9  | 21 | -12  |  | St Bernard's               | 1-1  | 2-1  | 1-1  | 3-0  |      |

### 1898-99
Le match entre Hibernian et Leith Athletic n'a pas eu lieu.
| Rang | Équipe              | Pts | J  | G | N | P | Bp | Bc | Diff |  | Résultats (▼ dom., ► ext.) | Dund | Hear | Hibs | Leit | Rait | StBe |
| ---- | ------------------- | --- | -- | - | - | - | -- | -- | ---- |  | -------------------------- | ---- | ---- | ---- | ---- | ---- | ---- |
| 1    | Heart of Midlothian | 17  | 10 | 8 | 1 | 1 | 28 | 13 | +15  |  | Dundee                     |      | 0-3  | 0-0  | 1-1  | 3-0  | 1-0  |
| 2    | Leith Athletic      | 11  | 9  | 3 | 5 | 1 | 18 | 16 | +2   |  | Heart of Midlothian        | 4-2  |      | 3-1  | 4-2  | 4-1  | 2-1  |
| 3    | Hibernian           | 8   | 9  | 3 | 2 | 4 | 16 | 11 | +5   |  | Hibernian                  | 5-0  | 1-1  |      | X    | 5-0  | 2-1  |
| 4    | Dundee              | 8   | 10 | 3 | 2 | 5 | 14 | 20 | -6   |  | Leith Athletic             | 4-3  | 3-2  | 2-0  |      | 1-1  | 2-2  |
| 5    | St Bernard's        | 7   | 10 | 2 | 3 | 5 | 18 | 18 | 0    |  | Raith Rovers               | 3-2  | 2-3  | 2-1  | 2-2  |      | 4-4  |
| 6    | Raith Rovers        | 7   | 10 | 2 | 3 | 5 | 16 | 32 | -16  |  | St Bernard's               | 0-2  | 0-2  | 2-1  | 1-1  | 7-1  |      |

### 1899-1900
| Rang | Équipe              | Pts | J  | G | N | P | Bp | Bc | Diff |  | Résultats (▼ dom., ► ext.) | Dund | Hear | Hibs | Leit | Rait | StBe |
| ---- | ------------------- | --- | -- | - | - | - | -- | -- | ---- |  | -------------------------- | ---- | ---- | ---- | ---- | ---- | ---- |
| 1    | Heart of Midlothian | 14  | 10 | 6 | 2 | 2 | 22 | 8  | +14  |  | Dundee                     |      | 1-0  | 1-4  | 3-1  | 3-2  | 2-1  |
| 2    | Hibernian           | 12  | 10 | 5 | 2 | 3 | 22 | 16 | +6   |  | Heart of Midlothian        | 2-1  |      | 3-1  | 0-0  | 7-0  | 4-0  |
| 3    | Dundee              | 12  | 10 | 6 | 0 | 4 | 17 | 16 | +1   |  | Hibernian                  | 1-2  | 0-0  |      | 4-0  | 3-4  | 3-2  |
| 4    | St Bernard's        | 8   | 10 | 4 | 1 | 5 | 19 | 16 | +3   |  | Leith Athletic             | 3-2  | 1-2  | 1-2  |      | 3-0  | 0-2  |
| 5    | Raith Rovers        | 8   | 10 | 3 | 2 | 5 | 17 | 18 | -1   |  | Raith Rovers               | 2-0  | 1-3  | 2-2  | 4-0  |      | 1-1  |
| 6    | Leith Athletic      | 5   | 10 | 2 | 1 | 7 | 9  | 22 | -13  |  | St Bernard's               | 0-2  | 3-1  | 1-2  | 3-0  | 6-1  |      |

### 1900-01
Au cours de cette édition, trois rencontres n'ont pas eu lieu.
| Rang | Équipe              | Pts | J  | G | N | P | Bp | Bc | Diff |  | Résultats (▼ dom., ► ext.) | Dund | Hear | Hibs | Leit | Rait | StBe |
| ---- | ------------------- | --- | -- | - | - | - | -- | -- | ---- |  | -------------------------- | ---- | ---- | ---- | ---- | ---- | ---- |
| 1    | Dundee              | 17  | 10 | 8 | 1 | 1 | 21 | 7  | +14  |  | Dundee                     |      | 4-1  | 2-0  | 4-0  | 3-2  | 3-1  |
| 2    | Hibernian           | 12  | 8  | 6 | 0 | 2 | 20 | 9  | +11  |  | Heart of Midlothian        | 0-1  |      | X    | 1-3  | 6-0  | 4-3  |
| 3    | St Bernard's        | 9   | 9  | 3 | 3 | 3 | 18 | 16 | +2   |  | Hibernian                  | 2-0  | 3-2  |      | 1-2  | 3-2  | 2-1  |
| 4    | Heart of Midlothian | 6   | 8  | 3 | 0 | 5 | 18 | 16 | +2   |  | Leith Athletic             | 0-2  | 0-3  | 0-6  |      | 3-0  | 0-2  |
| 5    | Leith Athletic      | 6   | 10 | 3 | 0 | 7 | 8  | 24 | -16  |  | Raith Rovers               | 0-1  | X    | 0-3  | 2-0  |      | 3-3  |
| 6    | Raith Rovers        | 4   | 9  | 1 | 2 | 6 | 11 | 24 | -13  |  | St Bernard's               | 1-1  | 2-1  | X    | 3-0  | 2-2  |      |

### 1901-02
Les résultats précis de trois rencontres (dont on connaît les vainqueurs) ont été perdus, ce qui ne permet pas d'établir le nombre de buts inscrits et encaissés pour cette édition. 
| Rang | Équipe              | Pts | J  | G | N | P | Bp | Bc | Diff |  | Résultats (▼ dom., ► ext.) | Dund | Hear | Hibs | Leit | Rait | StBe |
| ---- | ------------------- | --- | -- | - | - | - | -- | -- | ---- |  | -------------------------- | ---- | ---- | ---- | ---- | ---- | ---- |
| 1    | Hibernian           | 16  | 10 | 7 | 2 | 1 |    |    |      |  | Dundee                     |      | 1-0  | 1-2  | 5-1  | 0-2  | 6-1  |
| 2    | Raith Rovers        | 12  | 10 | 4 | 4 | 2 |    |    |      |  | Heart of Midlothian        | 0-0  |      | 1-1  | 2-1  | D-V  | 2-1  |
| 3    | Heart of Midlothian | 10  | 10 | 4 | 2 | 4 |    |    |      |  | Hibernian                  | 2-2  | 2-0  |      | 3-2  | 1-0  | D-V  |
| 4    | St Bernard's        | 10  | 10 | 4 | 2 | 4 |    |    |      |  | Leith Athletic             | 2-1  | 0-1  | 0-1  |      | V-D  | 1-2  |
| 5    | Dundee              | 8   | 10 | 3 | 2 | 5 | 17 | 13 | +4   |  | Raith Rovers               | 1-1  | 4-3  | 1-1  | 1-0  |      | 2-2  |
| 6    | Leith Athletic      | 4   | 10 | 2 | 0 | 8 |    |    |      |  | St Bernard's               | 2-1  | 1-2  | 2-3  | 3-0  | 3-3  |      |

### 1902-03
5 rencontres n'ont pas eu lieu et le résultat d'une rencontre (dont on connaît le vainqueur) a été perdu.
| Rang | Équipe              | Pts | J  | G | N | P | Bp | Bc | Diff |  | Résultats (▼ dom., ► ext.) | Dund | Hear | Hibs | Leit | Rait | StBe |
| ---- | ------------------- | --- | -- | - | - | - | -- | -- | ---- |  | -------------------------- | ---- | ---- | ---- | ---- | ---- | ---- |
| 1    | Dundee              | 18  | 10 | 9 | 0 | 1 |    |    |      |  | Dundee                     |      | V-D  | 2-1  | 4-1  | 6-1  | 4-0  |
| 2    | Heart of Midlothian | 17  | 10 | 8 | 1 | 1 |    |    |      |  | Heart of Midlothian        | 4-1  |      | 2-1  | 3-0  | 4-1  | 1-0  |
| 3    | Hibernian           | 6   | 8  | 2 | 2 | 4 | 12 | 12 | 0    |  | Hibernian                  | 0-1  | 0-1  |      | 2-2  | X    | 4-1  |
| 4    | Leith Athletic      | 4   | 8  | 1 | 2 | 5 | 9  | 18 | -9   |  | Leith Athletic             | 1-3  | 1-2  | X    |      | 3-2  | X    |
| 5    | St Bernard's        | 3   | 7  | 1 | 1 | 5 | 7  | 16 | -9   |  | Raith Rovers               | 0-1  | 0-4  | 1-1  | 1-1  |      | X    |
| 6    | Raith Rovers        | 2   | 7  | 0 | 2 | 5 | 6  | 20 | -14  |  | St Bernard's               | 2-3  | 1-1  | 2-3  | 1-0  | X    |      |

### 1903-04
Cette édition n'est pas allée jusqu'à son terme mais le titre est tout de même attribué à Heart of Midlothian.
| Rang | Équipe              | Pts | J | G | N | P | Bp | Bc | Diff |  | Résultats (▼ dom., ► ext.) | Aber | Dund | Hear | Hibs | Falk | Leit | StBe |
| ---- | ------------------- | --- | - | - | - | - | -- | -- | ---- |  | -------------------------- | ---- | ---- | ---- | ---- | ---- | ---- | ---- |
| 1    | Heart of Midlothian | 12  | 6 | 6 | 0 | 0 | 19 | 2  | +17  |  | Aberdeen                   |      | 2-3  | 0-2  | 1-1  | 3-1  | 3-1  | 1-1  |
| 2    | Dundee              | 8   | 5 | 4 | 0 | 1 | 13 | 11 | +2   |  | Dundee                     | X    |      | X    | 1-0  | X    | X    | X    |
| 3    | Aberdeen            | 6   | 6 | 2 | 2 | 2 | 10 | 9  | +1   |  | Heart of Midlothian        | X    | 6-1  |      | X    | X    | 3-0  | 2-0  |
| 4    | Hibernian           | 5   | 6 | 2 | 1 | 3 | 9  | 7  | +2   |  | Hibernian                  | X    | X    | 0-1  |      | X    | 3-0  | 1-2  |
| 5    | St Bernard's        | 4   | 5 | 1 | 2 | 2 | 6  | 8  | -2   |  | Falkirk                    | X    | 2-4  | 1-5  | 2-4  |      | 3-1  | 2-1  |
| 6    | Falkirk             | 4   | 6 | 2 | 0 | 4 | 11 | 18 | -7   |  | Leith Athletic             | X    | X    | X    | X    | X    |      | X    |
| 7    | Leith Athletic      | 1   | 5 | 0 | 1 | 4 | 4  | 14 | -10  |  | St Bernard's               | X    | X    | X    | X    | X    | 2-2  |      |

### 1904-05
Quatre rencontres n'ont pas eu lieu.
| Rang | Équipe              | Pts | J  | G | N | P | Bp | Bc | Diff |  | Résultats (▼ dom., ► ext.) | Aber | Dund | Hear | Hibs | Falk | Leit | StBe |
| ---- | ------------------- | --- | -- | - | - | - | -- | -- | ---- |  | -------------------------- | ---- | ---- | ---- | ---- | ---- | ---- | ---- |
| 1    | Falkirk             | 16  | 12 | 7 | 2 | 3 | 19 | 12 | +7   |  | Aberdeen                   |      | 1-0  | 3-1  | 3-1  | 2-0  | X    | 6-2  |
| 2    | Heart of Midlothian | 15  | 12 | 6 | 3 | 3 | 20 | 13 | +7   |  | Dundee                     | 2-1  |      | 3-0  | 1-1  | 0-1  | 6-0  | 6-0  |
| 3    | Dundee              | 13  | 11 | 5 | 3 | 3 | 22 | 8  | +14  |  | Heart of Midlothian        | 1-1  | 0-0  |      | 2-0  | 1-2  | 4-0  | 4-1  |
| 4    | Aberdeen            | 11  | 10 | 5 | 1 | 4 | 18 | 12 | +6   |  | Hibernian                  | 1-0  | 1-2  | 2-2  |      | 0-1  | 2-1  | 1-1  |
| 5    | Hibernian           | 11  | 12 | 4 | 3 | 6 | 14 | 16 | -2   |  | Falkirk                    | 2-1  | 1-1  | 1-2  | 2-0  |      | 2-0  | 2-0  |
| 6    | Leith Athletic      | 7   | 10 | 3 | 1 | 6 | 11 | 22 | -11  |  | Leith Athletic             | 2-0  | 2-1  | 1-2  | 1-2  | 3-2  |      | 1-1  |
| 7    | St Bernard's        | 3   | 9  | 0 | 3 | 6 | 8  | 27 | -19  |  | St Bernard's               | X    | X    | 1-2  | 0-3  | 2-2  | X    |      |

### 1905-06
Lors de cette édition, les équipes ne s'affrontaient qu'une seule fois. Le résultat d'un match (dont on connaît le vainqueur) a été perdu.
Heart of Midlothian et Aberdeen ayant terminé avec le même nombre de points, un match de départage a été joué. Il se termina par un résultat nul 3-3 et le titre de champion a donc été attribué aux deux clubs.
| Rang | Équipe              | Pts | J | G | N | P | Bp | Bc | Diff |  | Résultats (▼ dom., ► ext.) | Aber | Dund | Hear | Hibs | Falk | Leit | StBe |
| ---- | ------------------- | --- | - | - | - | - | -- | -- | ---- |  | -------------------------- | ---- | ---- | ---- | ---- | ---- | ---- | ---- |
| 1    | Heart of Midlothian | 10  | 6 | 5 | 0 | 1 | 18 | 6  | +12  |  | Aberdeen                   |      | 1-2  | X    | 2-0  | 4-0  | X    | X    |
| 2    | Aberdeen            | 10  | 6 | 5 | 0 | 1 |    |    |      |  | Dundee                     | X    |      | X    | 0-0  | 2-1  | X    | 2-0  |
| 3    | Dundee              | 8   | 6 | 3 | 2 | 1 | 9  | 7  | +2   |  | Heart of Midlothian        | 1-3  | 3-1  |      | X    | X    | 3-2  | X    |
| 4    | St Bernard's        | 4   | 6 | 1 | 2 | 3 |    |    |      |  | Hibernian                  | X    | X    | 0-1  |      | X    | 1-0  | X    |
| 5    | Falkirk             | 4   | 6 | 2 | 0 | 4 | 5  | 15 | -10  |  | Falkirk                    | X    | X    | 0-5  | 1-0  |      | X    | 3-2  |
| 6    | Hibernian           | 4   | 6 | 1 | 2 | 3 | 1  | 4  | -3   |  | Leith Athletic             | 2-3  | 2-2  | X    | X    | 2-0  |      | X    |
| 7    | Leith Athletic      | 3   | 6 | 1 | 1 | 4 | 8  | 11 | -3   |  | St Bernard's               | D-V  | X    | 0-5  | 0-0  | X    | 2-0  |      |

### 1906-07
Lors de cette édition, les équipes s'affrontaient qu'une seule fois. Toutes les rencontres n'ont pas eu lieu. 
| Rang | Équipe              | Pts | J | G | N | P | Bp | Bc | Diff |  | Résultats (▼ dom., ► ext.) | Aber | Dund | Hear | Hibs | Falk | Leit | StBe |
| ---- | ------------------- | --- | - | - | - | - | -- | -- | ---- |  | -------------------------- | ---- | ---- | ---- | ---- | ---- | ---- | ---- |
| 1    | Dundee              | 11  | 6 | 5 | 1 | 0 | 16 | 6  | +10  |  | Aberdeen                   |      | X    | X    | X    | 6-1  | X    | X    |
| 2    | Heart of Midlothian | 6   | 4 | 2 | 2 | 0 | 8  | 6  | +2   |  | Dundee                     | X    |      | X    | 2-1  | 2-0  | 5-1  | 2-1  |
| 3    | Falkirk             | 5   | 6 | 2 | 1 | 3 | 8  | 13 | -5   |  | Heart of Midlothian        | 3-3  | X    |      | X    | 5-2  | X    | X    |
| 4    | Leith Athletic      | 5   | 5 | 2 | 1 | 2 | 7  | 11 | -4   |  | Hibernian                  | X    | X    | X    |      | X    | 1-1  | X    |
| 5    | Aberdeen            | 4   | 5 | 1 | 2 | 2 | 13 | 11 | +2   |  | Falkirk                    | X    | X    | X    | 1-1  |      | 3-2  | 2-0  |
| 6    | Hibernian           | 3   | 5 | 0 | 3 | 2 | 5  | 6  | -1   |  | Leith Athletic             | X    | X    | X    | X    | X    |      | X    |
| 7    | St Bernard's        | 0   | 2 | 0 | 0 | 2 | 1  | 4  | -3   |  | St Bernard's               | X    | X    | X    | X    | X    | X    |      |

### 1907-08
Cette édition n'est pas allée jusqu'à son terme.
| Rang | Équipe              | Pts | J | G | N | P | Bp | Bc | Diff |  | Résultats (▼ dom., ► ext.) | Aber | Dund | Hear | Hibs | Falk | Leit |
| ---- | ------------------- | --- | - | - | - | - | -- | -- | ---- |  | -------------------------- | ---- | ---- | ---- | ---- | ---- | ---- |
| 1    | Hibernian           | 6   | 4 | 2 | 2 | 0 | 8  | 2  | +6   |  | Aberdeen                   |      | X    | X    | X    | 1-1  | X    |
| 2    | Heart of Midlothian | 6   | 4 | 3 | 0 | 1 | 7  | 5  | +2   |  | Dundee                     | 4-1  |      | X    | 1-1  | X    | X    |
| 3    | Dundee              | 5   | 3 | 2 | 1 | 0 | 7  | 2  | +5   |  | Heart of Midlothian        | 2-1  | X    |      | 0-4  | 4-0  | X    |
| 4    | Falkirk             | 4   | 5 | 1 | 2 | 2 | 5  | 8  | -3   |  | Hibernian                  | X    | X    | X    |      | X    | 2-0  |
| 5    | Aberdeen            | 1   | 3 | 0 | 1 | 2 | 3  | 7  | -4   |  | Falkirk                    | X    | 0-2  | X    | 1-1  |      | 3-0  |
| 6    | Leith Athletic      | 0   | 3 | 0 | 0 | 3 | 0  | 6  | -6   |  | Leith Athletic             | X    | X    | 0-1  | X    | X    |      |